# دانشگاه اسپیریتو سانتو
دانشگاه اسپیریتو سانتو (به اسپانیایی: Universidad de Especialidades Espíritu Santo) یک دانشگاه در اکوادور است که در گوایاکیل واقع شده‌است.